# Psychomyia zimmermanni
Psychomyia zimmermanni is een schietmot uit de
familie Psychomyiidae. De soort komt voor in het Oriëntaals gebied.